# Pere Josep Avellà i Navarro
Pere Josep Avellà i Navarro   (Barcelona, segle XVIII - Roma, 26 d'abril de 1853) fou un clergue català, profundament conservador. Les nombroses cartes que va escriure entre el 1812 i el 1814 il·lustren amb detall la vida política i religiosa de la Barcelona de l'època.

## Biografia
Era fill del notari Josep Marià Avellà i de Maria Antònia Navarro-Mas i Marquet.
El 1802 va ser ordenat canonge de la catedral de Barcelona. Durant la Guerra del Francès va ser jutge del Tribunal del Breu Apostòlic i el 1811 membre vocal de la resistent Junta Superior de Catalunya, però aquell mateix any el marquès de Campoverde el va bandejar de Tarragona obligant-lo a viatjar a Mallorca per haver-se oposat al seu nomenament com a cap de la Junta. Des d'allí, encara l'any 1811, va publicar un polèmic Manifiesto que presenta al juicio y censura de la nación española.
Ja el 1820, Avellà era governador de la mitra. Durant el Trienni Liberal els seus enfrontaments amb els constitucionalistes l'obligaren a exiliar-se dues vegades, fins que el 1823 va tornar a Barcelona amb l'exèrcit francès dels Cent Mil Fills de Sant Lluís que venia a restaurar l'absolutisme a Espanya. En aquell moment es va convertir en un dels líders del reaccionisme conservador que va caracteritzar la dècada ominosa fins al 1833: Implacable, va iniciar una persecució de tots els clergues liberals per tal de castigar-los; i també fou l'home de confiança del govern de Madrid a la ciutat que proporcionava informació sobre els barcelonins més destacats.
Amb el temps encara radicalitzaria més el seu anticonstitucionalisme. A la mort de Ferran VII el 1833, s'adherí a la causa del carlisme.